# Pauline Étienne
Pour les articles homonymes, voir Étienne.
Pauline Étienne, née à Ixelles le 26 juin 1989, est une actrice belge.

## Biographie
Pauline Étienne a grandi à Ixelles, commune de la région bruxelloise. Elle se passionne très tôt pour le théâtre, la musique et participe, dans sa jeunesse, à un atelier théâtral. 
C'est à dix-huit ans qu'elle fait ses débuts au cinéma avec un rôle secondaire dans le film Élève libre de Joachim Lafosse. La révélation vient avec Le Bel Âge où elle tient le rôle principal avec Michel Piccoli. Ce rôle lui vaut un prix d'interprétation féminine au Festival international des jeunes réalisateurs de Saint-Jean-de-Luz. Grâce à son interprétation dans Qu'un seul tienne et les autres suivront de Léa Fehner, elle remporte le prix Lumières du meilleur espoir féminin puis l'étoile d'or du cinéma français dans la catégorie révélation féminine française en 2010. En 2014, elle joue le rôle d'Amélie Nothomb dans Tokyo Fiancée (adaptation du livre d'Amélie Nothomb Ni d'Ève ni d'Adam), film sorti en mars 2015. De 2016 à 2017, elle se fait connaître à la télévision dans la série française à succès Le Bureau des légendes. 
En 2019, elle interprète le rôle de Sylvie dans la série belge Into the Night à partir du 1er mai 2020.

## Filmographie

### Cinéma

#### Longs métrages
- 2008 : Élève libre de Joachim Lafosse : Delphine
- 2009 : Le Bel Âge de Laurent Perreau : Claire
- 2009 : Qu'un seul tienne et les autres suivront de Léa Fehner : Laura
- 2010 : L'Autre monde de Gilles Marchand : Marion
- 2012 : Paradis perdu d'Ève Deboise : Lucie
- 2013 : La Religieuse de Guillaume Nicloux : Suzanne Simonin
- 2013 : Deux Automnes Trois Hivers de Sébastien Betbeder : Lucie, sœur cadette de Benjamin
- 2014 : Eden de Mia Hansen-Løve : Louise
- 2014 : Tokyo Fiancée de Stefan Liberski : Amélie
- 2016 : Sur quel pied danser de Paul Calori et Kostia Testut : Julie
- 2017 : Sage Femme de Martin Provost : Cécile, une patiente
- 2017 : Espèces menacées de Gilles Bourdos : Anna
- 2017 : Le lion est mort ce soir de Nobuhiro Suwa : Juliette
- 2018 : Le Gendre de ma vie de François Desagnat : Alexia
- 2018 : Old Boys de Toby MacDonald : Agnès
- 2022 : Zaï zaï zaï zaï de François Desagnat: Un membre du comité de soutien
- 2024 : Sarah Bernhardt, La Divine de Guillaume Nicloux : Suzanne

#### Courts métrages
- 2010 : Where the Boys Are ? de Bertrand Bonello : Pauline
- 2010 : Un certain dimanche de Tatiana Margaux Bonhomme : Jeanne
- 2010 : Élena de Yannick Muller : Elena
- 2011 : Comme des héros de Véronique Jadin : Rose
- 2012 : (Très) mauvaise lune II de Méryl Fortunat-Rossi et Xavier Xavier Seron : Suzie Thibault
- 2011 : La France qui se lève tôt d'Hugo Chesnard : Aurélie
- 2011 : Leçon de conduite d'Élodie Lélu : Marion
- 2012 : Une place d'Arnaud Aussibal
- 2015 : Bal de famille de Stella di Tocco : Julie
- 2018 : La Collection d'Emmanuel Blanchard : Élise Klein
- 2018 : Everything That Happened, Happened Before de Mara Palena
- 2020 : À la mer de David Bouttin : Anna

### Télévision

#### Séries télévisées
- 2016-2017 : Le Bureau des légendes, saisons 2 et 3 : Céline Delorme
- 2019 : Ennemi public : Jessica
- 2020 : 18h30 : Melissa (saison 1) / Judith (saison 2)
- 2020 - 2021 : Into the Night : Sylvie Bridgette Dubois

#### Téléfilms
- 2010 : Comment va la douleur ? de François Marthouret : Fiona
- 2011 : Une vie française de Jean-Pierre Sinapi : Marie Blick
- 2023 : Les Yeux grands fermés de Clément Michel : Caroline Lagrange

### Réalisation
- 2014 : Mémoires sélectives coréalisé avec Rafaella Houlstan-Hasaerts (court métrage)

## Distinctions

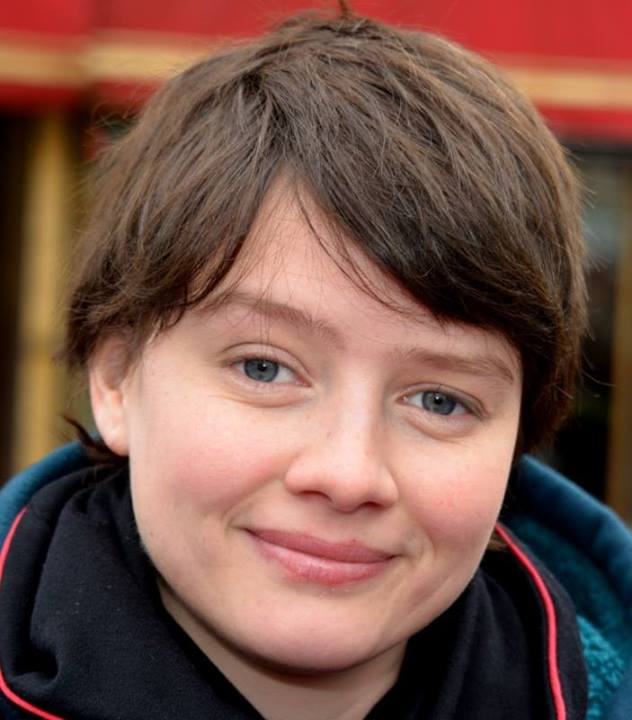
Pauline Étienne au déjeuner des nommés des César du cinéma 2014.

### Récompenses
- 2009 : Prix de la meilleure actrice au Festival international des jeunes réalisateurs de Saint-Jean-de-Luz pour Le Bel Âge
- 2010 : Prix Lumières du meilleur espoir féminin pour Qu'un seul tienne et les autres suivront.
- 2010 : Étoile d'or de la révélation féminine pour Qu'un seul tienne et les autres suivront.
- 2011 : Magritte du cinéma du meilleur espoir féminin pour Élève libre
- 2014 : Magritte du cinéma de la meilleure actrice pour La Religieuse

### Nominations
- 2010 : César du meilleur espoir féminin pour Qu'un seul tienne et les autres suivront
- 2014 : César du meilleur espoir féminin pour La Religieuse